# Минобацач
Минобацач (или бацач, бацач мина, рововско оруђе) је артиљеријско оруђе најчешће глатке цијеви, које гађа само убацним путањама - са полазним углом већим од 45 степени.
Цијев је обично исте дебљине по дужини, а оруђе се пуни сприједа са минобацачким минама. Мина има облик капи и стабилизује се у лету уз помоћ крилаца. Због сличности са авионском бомбом, понекад се и назива минобацачка бомба.
Мала почетна брзина пројектила и најчешће релативно мали калибри ограничавају домет на неколико хиљада метара. Међутим, због могућности дјеловања против противника у заклону, незамјењиво је оруђе данашњих војски.
У односу на хаубицу и топ, далеко је лакши, једноставнији и јефтинији за израду, а мина истог калибра има веће дејство - због тањег зида мине може се ставити више експлозива. Обука је лакша него за друга оруђа.
Мане су веће растурање погодака, мањи домет, дуго вријеме лета и слаба пробојна моћ мине.

## Подјела минобацача
- лаки, калибар 40-60
- средњи, калибар 81-90
- полутешки, калибар 105-120
- тешки, калибар преко 150

## Историја
Први минобацачи конструисани су за вријеме руско-јапанског рата 1904-1905. Приликом опсаде Порт Артура, положаји противника били су толико близу да артиљерија није могла да дјелује због опасности уништења сопствених трупа.
Руси су модификовали бродски топ калибра 47 mm за избацивање мина, и развили пројектил тежине 11.5 kg за њега. Угао се могао подешавати између 45 и 65 степени, а највећи домет је био до 370 m. Конструктор је био генерал Леонид Гобјато (рус. Леонид Николаевич Гобято).

## Први свјетски рат
Послије преласка на позициони рововски рат крајем 1914, све земље усвајају минобацаче у наоружање. До 1917. су углавном подешени за дејство са сталне позиције, а од тада се уводе и пријеносни, који могу да прате напад и ватром и маневром.
Српска војска на Крфу добија француске м. калибра 58 mm.
Њемачка војска има 1918. око 16700 минобацача (од тога 12400 лаких, калибра 37 и 75 mm). Минобацач калибра 75 mm има највећи домет од око 1300 m.
Французи имају низ различитих типова, 58, 75, 150, 200, 240, 340 mm. Британци 1918. уводе врло добар минобацач марке Стокс-Брант (Stokes-Brandt) калибра 81 mm, тежине свега 52 kg, погодан за нападна дејства пјешадије. Домет му је 2000 m а брзина гађања - 20 мина у минути.

## Послије Првог свјетског рата
Минобацачи се споро усавршавају, јер долази до развоја авијације, тенкова и моторизиране артиљерије. Тешки калибри се избацују из употребе а уводе лаки, погодни за садејство са пјешадијом.
Пред 2. СР дивизије типично имају:
- њемачка дивизија 147 минобацача (50 и 80 mm)
- француска 78, (80 mm)
- италијанска 156
- совјетска 111 (50, 82 и 120 mm)

Југословенска војска има читав низ различитих типова различитог поријекла - француске (58, 75 mm), аустроугарске (90, 140, 225, 260 mm), њемачке (75 mm). Пред рат, 1939, почиње у Крагујевцу производња минобацача Стокс-Брант М31 калибра 81 mm.

## Други свјетски рат
Минобацачи се масовно користе па се приближавају броју артиљеријских оруђа по броју. СССР предњачи, зато што је добар дио артиљерије изгубљен у почетним борбама са Нијемцима.
Увођење масовно произведених минобацача је био начин да се брзо поврати ватрена моћ. У току читавог рата СССР успијева да произведе 347900, док Њемачка прави само око 68000 у периоду 1941-1944. Црвена армија је понекад имала и око 100 минобацача на 1 km ширине фронта.
Југословенски партизани у току рата добијају око 3.364 m. од СССР, и око 2661 од САД и В. Британије. До 1943. једини извор је запљена од непријатеља и израда у радионицама.

## Послије Другог свјетског рата
Долази до даљег усавршавања и увођења нових типова минобацача. Ради се на повећању домета, повећању покретљивости и смањењу тежине.

## Транспорт
Мањи минобацачи се преносе у дијеловима људском снагом или возилом. Средњи и тешки се
преносе или вуку возилом, или су монтирани на њега за стално, и одатле врше и гађања.

## Дијелови минобацача
- цијев
- лафет
- хидроеластични систем (или амортизер)
- подлога
- нишанска справа
- прибор

### Цијев
Цијев је већином глатка, дужине 15-20 калибара или још дужа. Да би мина падала у цијев довољном брзином, ужа је од калибра цијеви око 0.6 mm. Код мањих минобацача, мина опаљује чим каписла барутног пуњења мине удари у иглу, смјештену на дну цијеви.

### Лафет
Лафет је обично двоножни. Његова намјена је да ослања цијев при гађању, усмјерава је према циљу
преко додатних справа, амортизер и прстен који спаја цијев и лафет.

### Хидроеластични систем
Овај систем ублажава ударце при опаљењу и враћа цијев у полазни положај.

### Подлога
Прима ударац опаљења на себе и преноси га на тло својом великом површином. Намјешта се под углом
20-30 степени али тако да сва додирује земљу.

### Нишанска справа
Постоје механичке и оптичке нишанске справе, које укључују и угломјер нагиба цијеви.

### Прибор
Укључује квадрант, висак, четке за чишћење, кантице са мазивом, торбу за прибор и друго.